# Salento

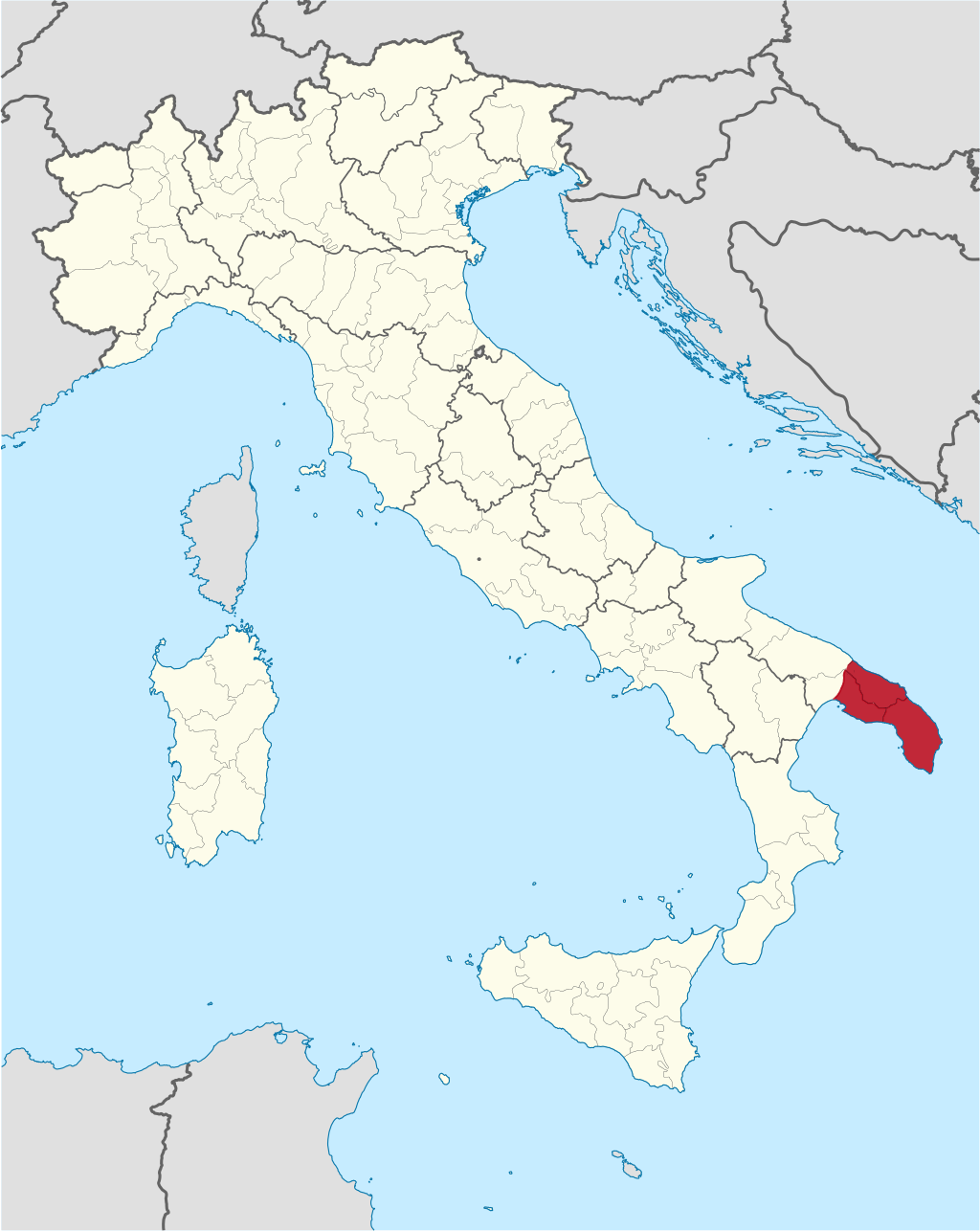
Salento

Salento este o subregiune din sudul Italiei, situată în sudul regiunii Apulia, între Marea Adriatică și Marea Ionică, aproape de Albania.